# 나이트위시
나이트위시는 1996년에 결성된 핀란드의 심포닉 메탈 밴드이다. 나이트위시는 1990년대에 심포닉 메탈 장르의 형성, 대중화에 가장 큰 기여를 한 밴드로 여겨지고 있다.

## 소개
밴드가 그들의 첫 번째 싱글인 The Carpenter, 그리고 첫 번째 앨범인 Angel Falls First를 발표하면서 핀란드 내에서는 유명해지긴 했지만, 그들은 1998년에 Oceanborn를 발표할 때까지는 아직 세계적인 명성을 얻지는 못했었다. 그러나 얻은 명성은 2000년에 발표된 Wishmaster, 2002년에 발표한 Century Child로 더욱 상승세를 탔고, 그들의 2004년 앨범인 Once로 인하여 그들은 미국에서 그들의 뮤직비디오를 MTV에 방송할 수 있게 되었다. 엄청난 성공을 한 그들의 싱글인 Wish I Had an Angel은 그들의 북미 투어를 광고하는 취지에서 할리우드 영화에 사운드 트랙으로 들어가기도 하였다. 그리고 그 이후에 그들은 모음 앨범인 Highest Hopes를 발표하였다. 또한, 2005년 10월 22일에 보컬리스트였던 타르야 투루넨이 "경제적인 문제에 신경을 많이 쓴다"는 이유로 밴드에서 해고당하는 일이 벌어졌다.
타르야 투루넨을 대신할 새 보컬을 구하기 위하여 2006년 3월 17일 데모테이프를 통한 오디션을 실시한다고 발표하였고, 접수를 종료한 2007년 1월 15일까지 2000여장의 데모테이프가 도착하였다. 2007년 5월 24일, 앨리슨 애비뉴의 보컬리스트였던 아네트 올즌이 나이트위시의 새 보컬임을 발표하였다. 밴드는 2007년 9월 26일 새로운 앨범인 Dark Passion Play를 발매하였다.
2011년, 나이트위시는 7번째 스튜디오 앨범인 Imaginaerum을 발표한다. 앨범의 첫번째 싱글로 Storytime이 2011년 11월 9일에 발표되었다.
2012년 10월 1일, 나이트위시는 밴드의 두번째 프론트싱어였던 아네트올즌과 결별하며 남은 투어기간은 ReVamp의 보컬리스트인 플로어 얀센과 함께 끝마친다고 발표하였다. 투어 객원멤버였던 플로어 얀센은 이후 2013년에 밴드의 3번째 정식 보컬로 정해졌다. 또한 2007년부터 객원멤버로 공연에서 함께해왔던 트로이 도노클리가 함께 정식 멤버로 정해졌다. 이로써, 1996년 밴드 결성 이후 처음으로 나이트위시는 6인 멤버 체제로 전환되었다.
2015년 3월에 새로운 앨범 Endless Forms Most Beautiful이 발매 예정에 있으며, 그 첫 번째 싱글로 Élan이 2015년 2월 13일에 발매되었다.
나이트위시는 대부분의 작품을 영어로 발표하고 있지만, 싱글 〈Kuolema tekee taiteilijan〉,〈Erämaan viimeinen〉, 7집 Imaginaerum의 1번 트랙인 〈Taikatalvi〉 은 핀란드어로 발표하였다.

## 구성원
- 투오마스 홀로파이넨 – 키보드, 피아노, 스튜디오 백킹 보컬 (1996–현재)
- 에르노 "엠푸" 부오리넨 - 리드 기타, 클래식 기타 (1996–현재), 베이스 (1997–1998)
- 마르코 히에탈라 – 베이스, 클래식 기타, 보컬 (2002–현재)
- 유카 네발라이넨 – 드럼, 퍼커션 (1997–현재 ; 휴식중 : 2014-현재)
- 플로어 얀센 - 메인 보컬 (2013-현재 ; 객원 : 2012-2013)
- 트로이 도노클리 - 일런 파이프/틴 휘슬 (2013–현재 ; 객원 : 2007-2013)

객원멤버
- 카이 하토 - 드럼 (2014-현재)

### 이전 멤버
- 타르야 투르넨 – 보컬 (1996–2005)
- 사미 벤스카 – 베이스 (1998–2001)
- 아네트 올즌 – 보컬 (2007–2012)

### 이전 세션/투어 멤버
- 타피오 윌스카 - 남성 보컬 (1998–1999, 2001)
- 토니 카코 - 남성 보컬 (2001), "Astral Romance", "Beauty and the Beast"(2001)에서 게스트 보컬
- 삼파 히르보넨 – 베이스 (1997–1998)
- 마리아나 페리넨 – 백킹 보컬, 키보드 (1997–1998)
- 존 투-호크스 - "Creek Mary's Blood"(2004–2007)에서 게스트 보컬, 플루트
- 샘 하드윅 - Spoken Word Parts (2000–2002)
- 에사 레티넨 - 플루트 (1997–2000)

### 타임라인

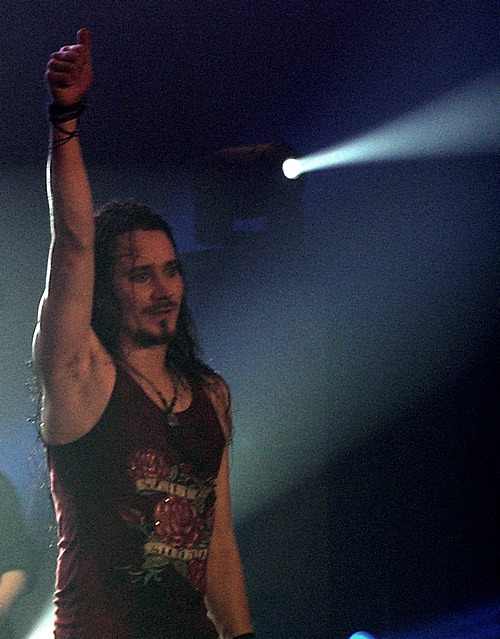
투오마스 홀로파이넨
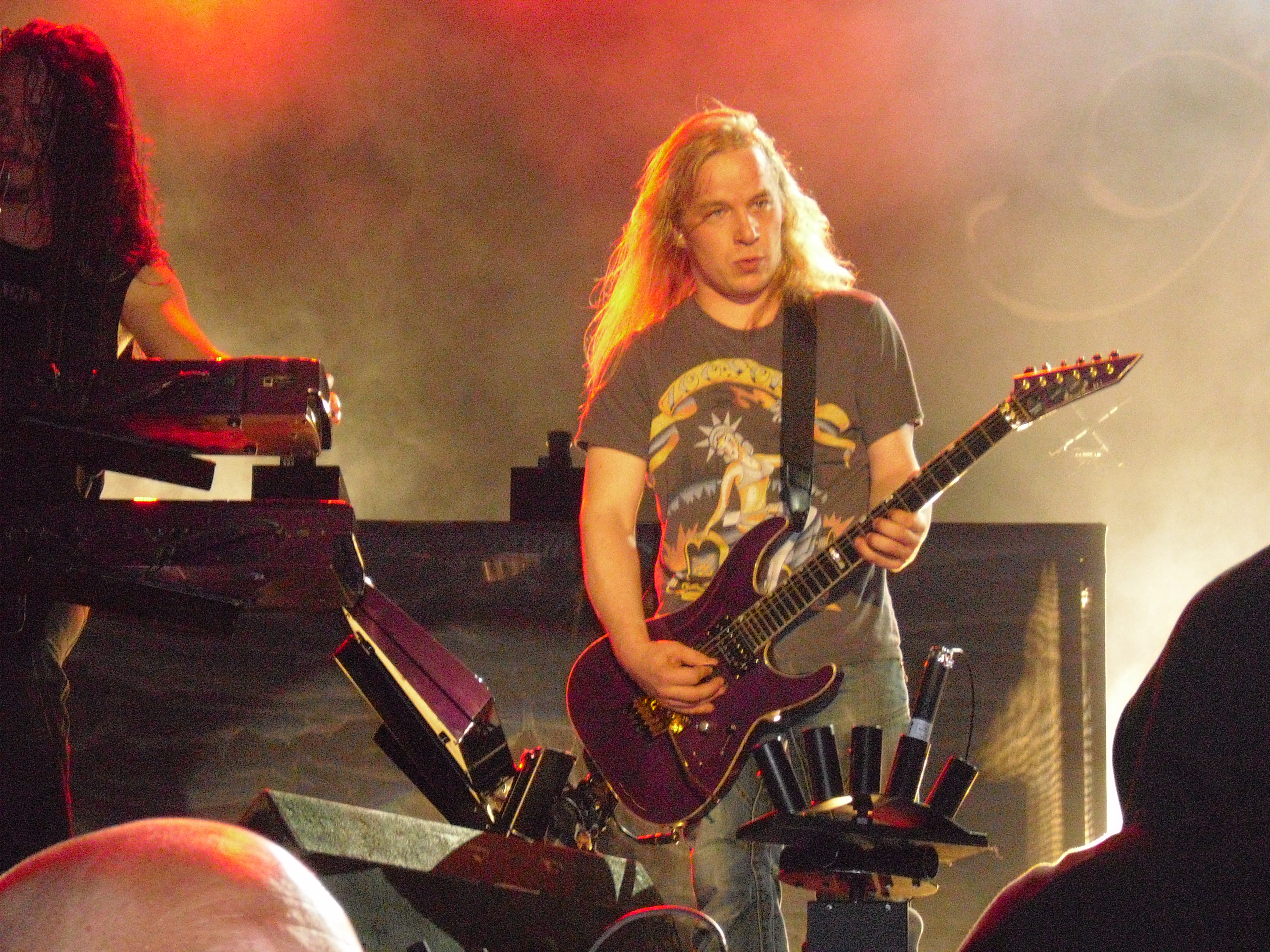
엠푸 부오리넨
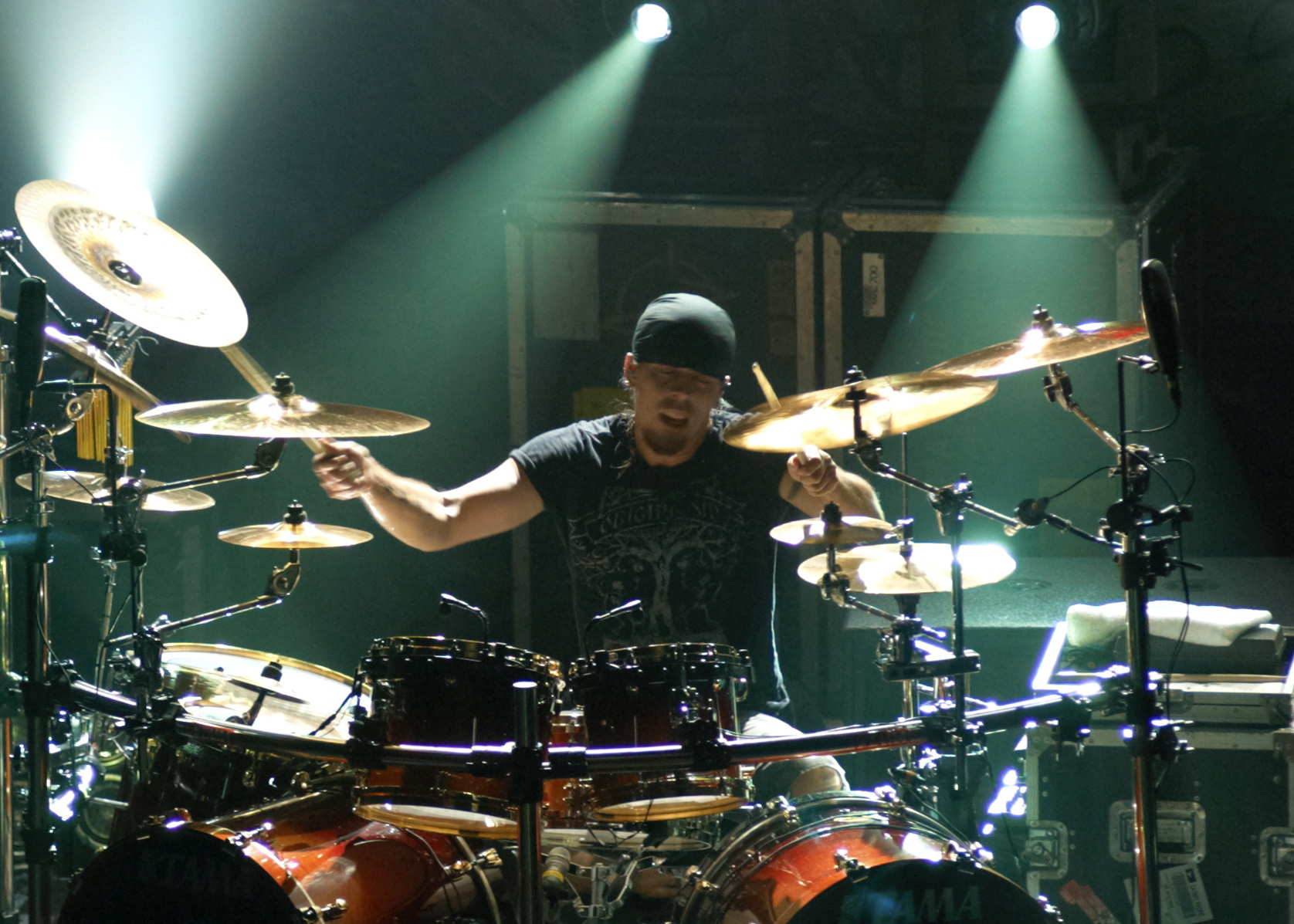
유카 네발라이넨
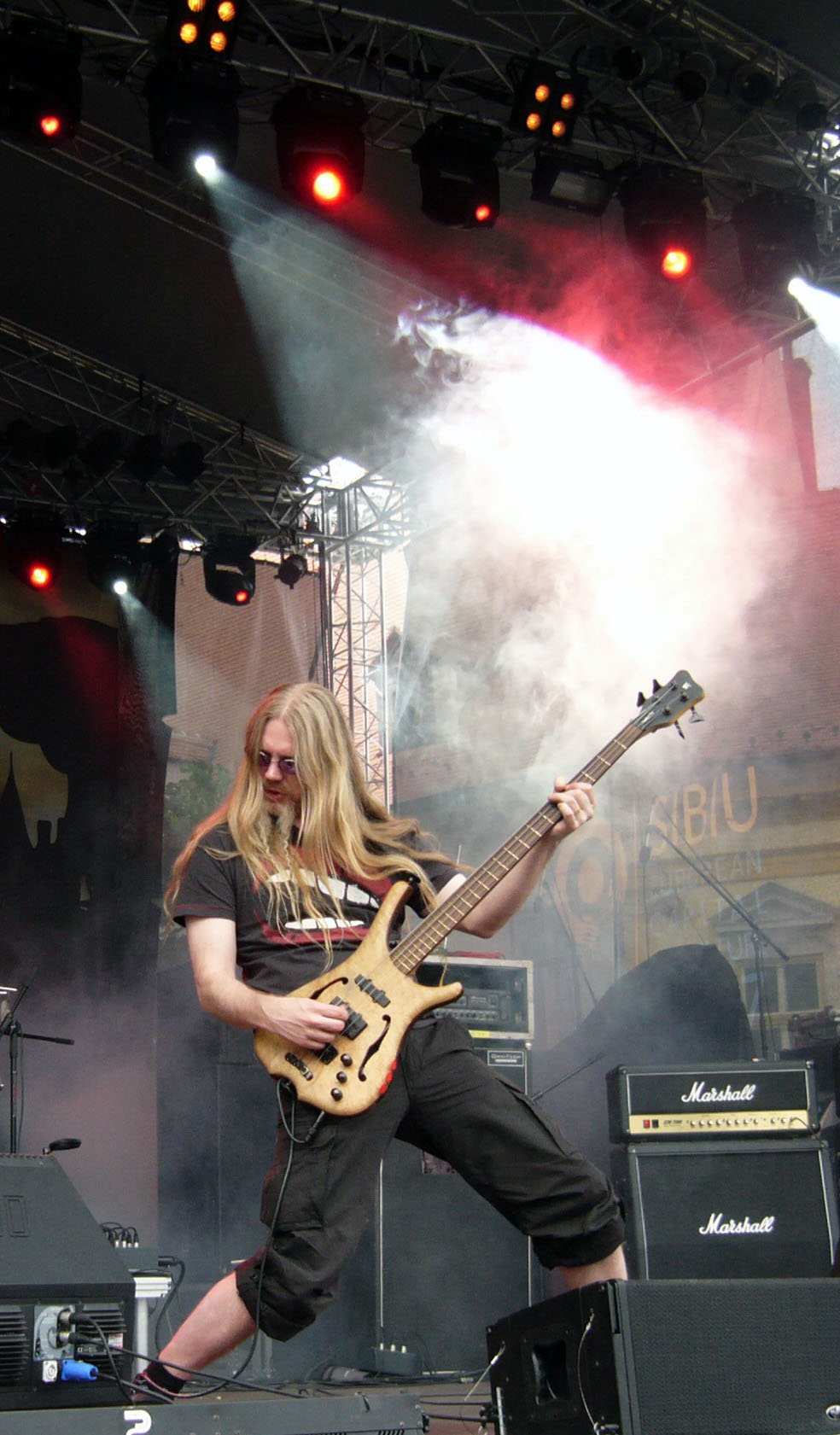
마르코 히에탈라
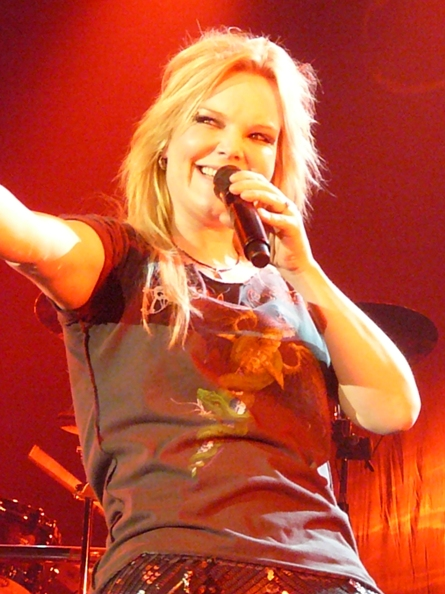
아네트 올즌 (이전 멤버)
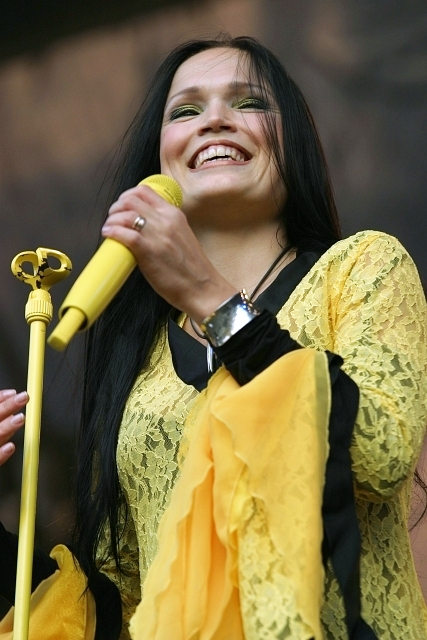
타르야 투루넨 (이전 멤버)

## 음반 목록
- Angels Fall First (1997)
- Oceanborn (1998)
- Wishmaster (2000)
- Over the Hills and Far Away (EP) (2001)
- Century Child (2002)
- Once (2004)
- Dark Passion Play (2007)
- Imaginaerum (2011)
- Endless Forms Most Beautiful (2015)
- Vehicle Of Spirit (2016)
- Human. :II: Nature. (2020)

## 같이 보기
- 헤비 메탈 밴드 목록
- 핀란드의 음악
- 테로 키누넨
- 심포닉 파워 메탈

## 추가 문헌
- "Once Upon a Nightwish: The Official Biography 1996 - 2006" (Mape Ollila, 2007)